# York (Nowy Jork)
York – miasto w Stanach Zjednoczonych, w stanie Nowy Jork, w hrabstwie Livingston.